# Самоанска тала
Самоанска тала је званична валута на Самои. Скраћеница тј. симбол за талу је WS$ или SAT, ST и T а међународни код WST. Талу издаје Централна банка Самое. У 2007. години инфлација је износила 6%. Једна тала се састоји од 100 сенеа.
Уведена је 1967. јер је Самоа прогласила независност од Новог Зеланда 1962. године. Име потиче од транслитерације изговора енглеске речи долар.
Постоје новчанице у износима 2, 5, 10, 20, 50 и 100 тала и кованице у износима од 10, 20 и 50 сенеа и од 1 и 2 тале.